# Стрышава (гмина)
Стрышава (пол. Stryszawa) — сельская гмина (волость) в Польше, входит как административная единица в Сухский повет, Малопольское воеводство. Население — 11 715 человек (на 2004 год).

## Демография
| Перепись                       | Всего   | Всего | Женщины | Женщины | Мужчины | Мужчины |
| ------------------------------ | ------- | ----- | ------- | ------- | ------- | ------- |
| Единицы                        | человек | %     | человек | %       | человек | %       |
| Население                      | 11 715  | 100   | 5922    | 50,6    | 5793    | 49,4    |
| Плотность населения (чел./км²) | 103,5   | 103,5 | 52,3    | 52,3    | 51,2    | 51,2    |

## Соседние гмины
1. Гмина Андрыхув
2. Гмина Елесня
3. Гмина Кошарава
4. Гмина Макув-Подхаляньски
5. Суха-Бескидзка
6. Гмина Слемень
7. Гмина Завоя
8. Гмина Зембжице